# Étienne Patte
Étienne Amédée Sylvain Patte (Pontoise, 31 augustus 1891 – Poitiers, 29 augustus 1987) was een Franse geoloog, paleontoloog, prehistoricus en antropoloog.

## Biografie
Patte was de zoon van Henri Marie Sylvain Patte, notaris in Pontoise, en zijn vrouw, Jeanne Kiaes. Hij stamde af van de decaan Claude-Étienne Delvincourt en was nauwe verwant van Clément Georges Lemoine van de Academie van Wetenschappen, en van generaal Paul-Frédéric Rollet. Decaan Étienne Patte was neef van professor Paul Lemoine, eveneens een geoloog. Hij is de vader van Geneviève Patte.
Patte ging in 1912 naar de École polytechnique. Gemobiliseerd in de legers van Sarrail en Franchet d'Espèrey bracht hij de Eerste Wereldoorlog door op de Balkan, waar hij ook onderzoek kon doen. Hij studeerde af aan de École polytechnique in 1919. Hij deed onderzoek op vele plaatsen, waaronder in Servië, Macedonië, Roemenië, Indochina en Frankrijk (Poitou en Oise).
Van 1921 tot 1927 werkte hij voor de geologische dienst van oostelijk Tonkin; hij verrichtte baanbrekend werk op dit gebied, dat hem het materiaal opleverde voor zijn proefschrift (Faculteit der Wetenschappen van Parijs, 1927).
Toen hij in 1955 decaan was van de Faculteit der Wetenschappen te Poitiers publiceerde hij De Neanderthalers - Anatomie, physiologie, comparaisons. Middels dit boek was hij de eerste paleoantropoloog die de Neanderthaler, die door de eerste reconstructie van Marcellin Boule lange tijd was beschouwd als de stereotype "oermens", rehabiliteerde en op een meer menselijk voetstuk plaatste. Dankzij observaties en vergelijkingen met de moderne mens (bijvoorbeeld de hoeken van de botten) leek onderzoek dat in zijn boek wordt gepresenteerd aan te tonen dat de Neanderthalmens een tak is van de soort Homo sapiens en dat de verschillen niet groter zijn dan die gevonden in de huidige diversiteit van Homo sapiens.

## Publicaties
- Les Néanderthaliens - Anatomie, physiologie, comparaisons, Paris, Masson, 1955.
- Le Polissoir d'Ormoy-Villers, 1910.
- Études géologiques dans l'Est du Tonkin, 1927.
- Souvenirs de voyage en Roumanie - Notes de Préhistoire, Le Mans, 1934.
- Glanes préhistoriques dans les Balkans, Le Mans, 1935.
- Sur les éléphants fossiles de Roumanie, Bucarest, 1936.
- Les Hommes préhistoriques et la religion, Paris, Picard et Cie., 1960.

## Bibliographie
- G. Cordier, « Le doyen Étienne Patte (1891-1987) », Revue archéologique du Centre de la France, année 1988, volume 27, numéro 27-2, pp. 248–249 : 1
- G. Cordier, L'Œuvre scientifique du doyen Étienne Patte.

- Bibliothèque nationale de France: cb124533899 (data)
- Gemeinsame Normdatei: 1138647632
- International Standard Name Identifier: 0000 0000 5243 8638
- Library of Congress Control Number: nr2002042780
- Nationale Bibliotheek van Tsjechië: mub20211110921
- Nationale Bibliotheek van Israël: 987007370945205171
- Nederlandse Thesaurus van Auteursnamen: 079610307
- Système universitaire de documentation: 033692149
- Virtual International Authority File: 14867462
- WorldCat: E39PBJg4kd8gTp6Xq3cBd3GmBP